# كونراد آدم
كونراد آدم (بالألمانية: Konrad Adam) (و. 1942  م) هو صحفي، وسياسي، وكاتب غير روائي ألماني، ولد في فوبرتال، هو عضوٌ في البديل من أجل ألمانيا، وهو عضوٌ في الاتحاد الديمقراطي المسيحي.

## التعليم
تعلم في جامعة توبنغن
.

## جوائز
حصل على جوائز منها:

جائزة فريدريش ميركر ‏ (1998)